# Tem–Demogan-Brücke
Die Tem–Demogan-Brücke ist eine Straßenbrücke über den Pandsch zwischen Afghanistan und Tadschikistan bei Chorug, der Hauptstadt der tadschikischen Provinz Berg-Badachschan.
Die Hängebrücke mit 135 m Spannweite und 3,5 m Breite kann von Fußgängern und von Kfz bis zu 25 t Gewicht benutzt werden.
Die Brücke steht 4,6 km unterhalb der Einmündung des Gunt, an dem Chorug liegt. Von Chorug aus und vom Pamir Highway (M 41), der aus dem Gunt-Tal kommend auf der tadschikischen Seite dem Ufer des Pandsch folgt, ermöglicht die Brücke den Pandsch und damit die Grenze zu der in diesem Bereich bisher kaum zugänglichen afghanischen Provinz Badachschan zu überqueren. Allerdings gibt es auf der afghanischen Seite bisher nur kurze örtliche Straßenabschnitte.
Sie ist nach Tem, dem Ort am tadschikischen Ufer, und Demogan, einer Ortsbezeichnung für das afghanische Ufer, benannt. Ihr Bau begann am 15. März 2002.
Sie war die erste von bisher fünf Brücken über den Pandsch, deren Bau durch das Aga Khan Development Network veranlasst und finanziert wurden. Sie wurde am 3. November 2002 von Karim Aga Khan IV., Tadschikistans Präsident Emomalij Rahmon und Afghanistans Vize-Präsident Hedayat Amin Arsala eröffnet.
Zu dem Brückenprojekt, das US$ 400.000 kostete, gehört auch ein kleiner, jeden Samstag geöffneter Markt auf tadschikischer Seite, zu dem die afghanischen Händler ohne Visum Zugang haben und mit dem die Versorgung der Bevölkerung auf beiden Seiten des Flusses verbessert werden soll.